# نيكولاس ألفاريز
نيكولاس ألفاريز (بالإسبانية: Nicolás Álvarez)‏ هو لاعب كرة مضرب بيروفي، ولد في 8 يونيو 1996.

## وصلات خارجية
- نيكولاس ألفاريز على موقع رابطة محترفي التنس (الإنجليزية)
- نيكولاس ألفاريز على موقع الاتحاد الدولي لكرة المضرب (الإنجليزية)
- نيكولاس ألفاريز على موقع كأس ديفيز (الإنجليزية)
- نيكولاس ألفاريز على موقع خلاصة التنس.كوم (الإنجليزية)
- نيكولاس ألفاريز على موقع أوليمبيديا (الإنجليزية)